# Sarv-e Soflá
Sarv-e Soflá (persiska: سَروِ پائين, سرو سفلى, سَرو, Sarv-e Pā’īn) är en ort i Iran.   Den ligger i provinsen Yazd, i den centrala delen av landet, 400 km sydost om huvudstaden Teheran. Sarv-e Soflá ligger 1 112 meter över havet och antalet invånare är 178.
Terrängen runt Sarv-e Soflá är platt åt nordost, men åt sydväst är den kuperad.Runt Sarv-e Soflá är det glesbefolkat, med 11 invånare per kvadratkilometer. Närmaste större samhälle är Khavāş Kūh, 14,4 km sydväst om Sarv-e Soflá. Trakten runt Sarv-e Soflá är ofruktbar med lite eller ingen växtlighet.